# 루이 4세 (쉬니)
루이 4세(Louis IV de Chiny, 1173년 ~ 1226년 10월 7일)는 쉬니 백작이다.
치니 백작 루이 3세와 출신지 미상의 소피아의 아들이다. 1189년 아버지 루이 3세가 제3차 십자군 원정 중에 사망하자 백작위를 계승하였다. 한동안 그의 외삼촌 티에리 드 밀러가 섭정을 하였다. 그는 자신의 통치기간 중 우편요금 증명서를 신설하여 자신의 통치를 기록하였다. 1220년 알비 십자군 원정에 참여하였다. 1226년 카오르에서 사망하였다.
레미기 경 니콜라스 4세의 미망인인 마틸다 드 아베네와 결혼하여 조안나, 아그네스, 이사벨라 등 딸 셋을 두었다. 그는 아베네 경 제임스의 딸이다. 그에게는 아들이 없었고 맏딸 조안나가 백작위를 계승하였다. 조안나는 루즈 후작 아르눌프 4세와 결혼했고 그 후손이 백작위를 계승했다.

## 참고 자료
- Christian Settipani, La Préhistoire des Capétiens (Nouvelle histoire généalogique de l'auguste maison de France, vol. 1), Villeneuve d'Ascq, éd. Patrick van Kerrebrouck, 1993, 545 p.(ISBN 978-2-95015-093-6)
- Arlette Laret-Kayser, Entre Bar et Luxembourg : Le Comté de Chiny des Origines à 1300, Bruxelles (éditions du Crédit Communal, Collection Histoire, série in-8°, n° 72), 1986